# Franz Poenitz

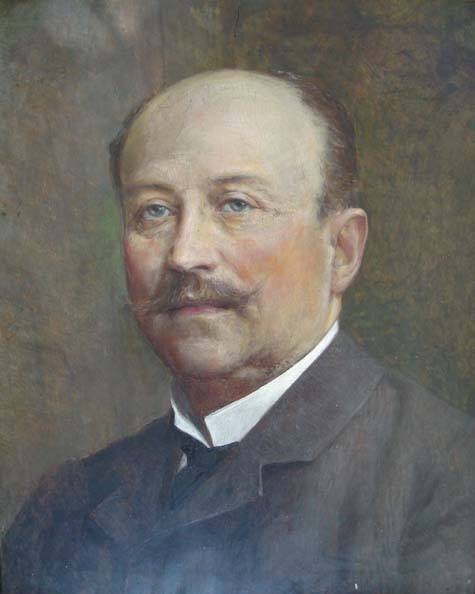
Portet uit 1912

Franz Poenitz (Bischofswerda, 17 augustus 1850 - Berlijn, 19 maart 1912) was een Duits componist en harpist.
Frans von Burkovitz verliet zijn vader met zijn broer toen hij nog erg jong was. Zijn moeder stierf bij de geboorte van haar derde zoon. Zijn tante van moeders kant trouwde met de violist en dirigent Heinrich Poenitz, die het buitengewone talent van de jonge Franz herkende, en besloot beide broers te adopteren, en hen in Berlijn op te voeden. Franz nam de achternaam Poenitz aan, en zijn stiefvader leerde hem vioolspelen. Zijn eerste harples kreeg hij op 19 november 1855. Toen hij zes was, trad hij met groot succes op in Zweden. In 1857 verscheen hij als kindprotegee tijdens de beroemde Bilse-concerten in Berlijn, en in 1858 werd hij lid van de Kroll-kapel. Hij kreeg harplessen van Louis Grimm en studeerde compositie bij Karl Friedrich Weitzmann. Toen hij zestien was trad hij toe tot het Königlichen Berliner Opernorchester, waar hij in 1891 solist werd, welke aanstelling hij tot aan zijn dood, bijna een halve eeuw later, behield. Onder zijn opmerkelijke collegas's waren onder andere Alfred Holý en Wilhelm Posse.
In 1876 was hij een van de leden die de Bayreuther Sieben oprichtte, de groep harpisten het nieuwe Festspielhaus. Poenitz hield erg van de natuur: hij importeerde het eerste paar ski's uit Zweden in Berlijn. Met zijn vrouw Else kreeg hij twee dochters, Charlotte en Evs. Complicaties na een blindedarmoperatie leidden tot zijn dood op 19 maart 1912. Zijn opvolger in Berlijn was Max Saal.

## Werk (selectie)
- op. 20 Elegie für Violoncello, Violine und Harfe
- op. 21 Melodie im Volkston (G-Dur) für Violine und Klavier
- op. 22 Friede in Jesu, Hymne mit Orgel
- op. 23 Idylle (Weihnachtsstück F-Dur) für Violine und Harmonium
- op. 24 Todestanz der Willys für Harfe
- op. 25 Drei Gedichte für Singstimme und Harmonium
- op. 26 Zwei Salonstücke für Violine und Harfe
- op. 27 Italienische Romanze (C-Dur) für Harfe
- op. 28 Der Fischer für Gesang und Harfe
- op. 29 Drei leichte Stücke für Harfe
- op. 30 Der 13. Psalm Davids für Gesang und Harfe
- op. 31 Traum im Walde, Melodie (E-Dur) für Violine und Harmonium
- op. 32 Sinfonietta, a-Moll für Harmonium, Violine und Violoncello
- op. 33 Nordische Ballade, Es-Moll für Harfe
- op. 34 Lied der Pilger für Frauenchor und Harmonium
- op. 35 Die Sperlinge, Lied für 3 Frauenstimmen
- op. 36 Morgengruß, Hymne für Gesang und Harmonium
- op. 37 Kleines Schlummerlied (G-Dur) für Harmonium
- op. 38 Gnomentanz (g-Moll) für Violine und Klavier
- op. 39 Hymne für Harmonium
- op. 40 Katalonisches Lied (G-Dur) für Harmonium
- op. 41 Erinnerungen an den Hardanger-Fjord für Harmonium
- op. 42 Märchen (Ges-Dur), Solostück für Harfe
- op. 43 Trotzköpfchen
- op. 44 Friedensgruß (F-Dur) für Trompete und Harmonium
- op. 45 Fantasie (b-Moll) für Harfe
- op. 47 Bethlehem für Harmonium
- op. 48 In meiner Erinnerung/Die blauen Frühlingsaugen mit Harmonium
- op. 49 Es ragt ins Meer der Runenstein mit Harmonium
- op. 50 Mag auch die Liebe weinen mit Harmonium
- op. 51 Leander mit Harmonium
- op. 52 Gavotte/Menuett für Harmonium und Violine
- op. 53 Sag’s nicht weiter mit Harmonium
- op. 54 Ich finde dich mit Harmonium
- op. 55 Sonnenschein mit Harmonium
- op. 56 Drei Reiter mit Harmonium
- op. 57 In deiner Lieb/Tausendmal mit Harmonium
- op. 59 An meine Mutter mit Harmonium
- op. 65 Fantasie für 2 Harfen
- op. 67 Gebet für Harfe
- op. 68 Klänge aus der Alhambra für Harfe
- op. 69 Trouvère, Salonstück für Harfe
- op. 73 Capriccio für Klarinette und Harfe
- op. 74 Vineta, Fantasie für großes Orchester mit Harfe
- op. 75 Spukhafte Gavotte für 2 Harfen
- op. 76 Adventklänge, Praeludium für Harfe
- op. 77 Abendfrieden und Nocturne für Harfe
- op. 78 Maskenscherz für Harfe
- op. 79 Am Strand, Fantasie für Violine und Harfe
- op. 80 Wikingerfahrt, Fantasie in a-Moll für 2 Harfen

Componist en harpist Alfred Holý componeerde ter ere van Poenitz de Elegie für Franz Poenitz, Op. 17.
- Bibliothèque nationale de France: cb13965844d (data)
- Gemeinsame Normdatei: 103935045
- International Standard Name Identifier: 0000 0000 8386 5384
- Library of Congress Control Number: n88144418
- MusicBrainz: ae89836d-0d0d-45f3-b9ca-41498d7ca808
- Nationale Bibliotheek van Tsjechië: mzk2013782684
- Nationale Bibliotheek van Israël: 987007415090605171
- Nederlandse Thesaurus van Auteursnamen: 138851085
- Virtual International Authority File: 59513057
- WorldCat: E39PBJmHFPMcdYqdwcjrWMBQMP